# Arroyuelos
Arroyuelos és un nucli del municipi de Valderredible, a Cantàbria. Està situat a 710 metres per sobre el nivell del mar i a 9 km de Polientes. Hi viuen 19 habitants (2008). En aquest poble se situa l'ermita de San Acisclo i Santa Vitoria.